# Arçman
Arçman (russisch Арчман Artschman, persisch آرچمان, DMG Ārčmān, auch Archman) ist ein Ort im Distrikt Bäherden etraby (Baharly etraby) von Turkmenistan. Er ist bekannt durch die gleichnamigen heißen Quellen, welche in 11 km Entfernung entspringen.

## Geographie
Der Ort liegt im Distrikt Bäherden etraby des Ahal welaýaty, im Süden von Turkmenistan. Die M37 verbindet den Ort mit der Distriktshauptstadt Bäherden (Baharly, bis 2013) im Südosten und mit Serdar im Nordwesten. Südlich des Ortes erheben sich die Ausläufer des Kopet-Dag (Hasar Dag, Gora Degirmendag – Гора Дегирмендаг) aus der Ebene.

## Name
Legenden besagen, dass die heißen Quellen (und der Ort) nach einem Hirten benannt wurden, der die Heilwirkung entdeckt hatte, nachdem er von einem Ausschlag geheilt worden war.

### Verkehr
2003 wurde eine iranische Firma beauftragt, eine Zufahrtsstraße von der M37 zum Sanatorium zu bauen. Es existiert auch eine gleichnamige Station an der Transkaspischen Eisenbahn, die etwa 9 km entfernt ist.

## Kurbetrieb
Das Kurbad, turkmenisch Arçman şypahanasy (Archman Sanitorium), wurde 1915 eröffnet. Es ist bekannt für sein heilkräftiges Wasser. Mehrere alternativmedizinische Behandlungstherapien wie Bäderkuren, Magenspülungen, Balneotherapien, Trink-Therapien werden in Kombination mit medizinischen Anwendungen und Physiotherapie angeboten.
2001 eröffnete Präsident Saparmyrat Nyýazow ein Marmorgeschmücktes Badehotel, welches alte Sowjetische Gebäude ersetzte; diese Anlage wurde 2009 erweitert. Mittlerweile verfügt es über 920 Betten. Der Abu Dhabi Fund for Development (صندوق أبو ظبي للتنمية‎) hatte einen Teil dieser Maßnahmen finanziert.
Ein Mausoleum für Gochgar Ata ist eine Sehenswürdigkeit in der Nähe des 'Resort'.

### Heilwasser
Das Wasser ist leicht alkalisch mit einem niedrigen Sulfid-Gehalt; es wird als Trinkwasser klassifiziert. Es ist reich an Mineralstoffen wie Chlori-Verbindungen, Natrium, Calcium und Magnesium. Eine staatliche Publikation von 2019 berichtet, dass die Temperaturen zwischen 28 °C und 50 °C variieren, oder zwischen 28,2 °C und 28,5 °C (2016).